# ماركو مورو
ماركو مورو (بالإيطالية: Marco Moro)‏ هو لاعب كرة قدم إيطالي في مركز الهجوم، ولد في 27 أبريل 1984 في بايزي في إيطاليا. لعب مع نادي أسكولي ونادي تورينو ونادي سبال ونادي سبيزيا ونادي فينيزيا ونادي مسينا.

## وصلات خارجية
- ماركو مورو على موقع قاعدة بيانات كرة القدم.إي يو (الإنجليزية)